# ديفون بيترسن
ديفون بيترسن (بالإنجليزية: Devon Petersen)‏ هو لاعب دارت جنوب أفريقي، ولد في 4 يونيو 1986 في كيب تاون في جنوب أفريقيا.

## وصلات خارجية
- ديفون بيترسن على موقع DartsDatabase.co.uk (الإنجليزية)